# Trung Hòa (phường)
Trung Hòa là một phường thuộc quận Cầu Giấy, thành phố Hà Nội, Việt Nam.

## Địa lý
Phường Trung Hòa có diện tích 2,46 km², dân số năm 2022 là 54.770 người, mật độ dân số đạt 22.264 người/km².

## Giao thông
| - Đại lộ Thăng Long - Đinh Núp - Đỗ Quang - Hoàng Đạo Thúy - Hoàng Minh Giám - Hoàng Ngân - Khuất Duy Tiến - Lê Văn Lương - Lưu Quang Vũ - Mạc Thái Tông - Nguyễn Chánh - Nguyễn Khang - Nguyễn Ngọc Vũ - Nguyễn Quốc Trị - Nguyễn Thị Định - Nguyễn Thị Thập - Nguyễn Xuân Linh - Phạm Hùng - Trần Duy Hưng - Trung Hòa - Trung Kính - Tú Mỡ - Vũ Phạm Hàm - Xuân Quỳnh |